# 90ª Squadriglia
La 90ª Squadriglia del Servizio Aeronautico del Regio Esercito dal 14 ottobre del 1918 vola con aerei Ansaldo S.V.A..

## Storia

### Prima guerra mondiale
Il 14 ottobre 1918 nasce la 90ª Squadriglia Ansaldo S.V.A. a Campo di aviazione di Busiago di Campo San Martino nel XXII Gruppo SVA (poi 22º Gruppo) su SVA 5 al comando del Capitano Alberto Masprone che disponeva di altri 12 piloti tra cui il Tenente Paolo Silvio Palli.
Nell'ambito della Battaglia di Vittorio Veneto il 29 ottobre Palli muore colpito da terra.
Il 10 novembre cede 16 piloti tra cui Masprone alla 60ª Squadriglia e ne arrivano 19 tra cui il nuovo comandante Cap. Antonio Riva ed i Tenenti Guido Keller, Adriano Bacula e Leopoldo Eleuteri ed il Sergente Gaetano Aliperta per la Campagna di Libia (1913-1921).
In seguito il comando passa al Cap. Attilio Viziano che dispone di 25 SVA ed all'inizio del 1919 va a Mellaha (oggi Aeroporto militare di Mitiga) con 9 piloti per la riconquista della colonia.
Viene sciolta nella seconda metà dell'anno ma rinascerà nel 4º Stormo.
Nel 1919 dispone di 5 aerei.

### La ricostituzione
Il 10º Gruppo venne ricostituito dalla Regia Aeronautica il 1º giugno 1931 sull'Aeroporto di Udine-Campoformido con la 90ª Squadriglia, andando a formare il neocostituito 4º Stormo Caccia. A quel tempo il X era dotato di velivoli Fiat C.R.20. Nel settembre dello stesso anno il X Gruppo venne trasferito sull'Aeroporto di Gorizia. Nella nuova sede di Gorizia il X Gruppo riceve i nuovi Fiat C.R.Asso. Nel 1933 il X Gruppo riceve i nuovi Fiat C.R.30. Due anni più tardi riceve i nuovi Fiat C.R.32.
Nel 1939 il X Gruppo fa la conversione sul Fiat C.R.42.

### Seconda Guerra Mondiale
Allo scoppio del secondo conflitto, il 10 giugno 1940, il X Gruppo si trasferisce dall'Aeroporto di Benina sul campo T2 dell'Aeroporto di Tobruk con la Squadriglia con 9 CR 42. Nel dicembre 1940 il X Gruppo rientra a Gorizia e qui inizia la conversione sul Macchi M.C.200 i cui primi esemplari arriveranno il 31 gennaio 1941.
Terminate le operazioni Jugoslave, il X Gruppo partiva il 15 giugno 1941 alla volta della Sicilia e precisamente sull'Aeroporto di Catania-Fontanarossa per iniziare le operazioni contro l'isola di Malta. 
Il 27 settembre prende parte all'Operazione Halberd spostando 3 M.C.200, tra cui quello del Serg. Amleto Monterumici, all'Aeroporto di Trapani-Milo.
Il 6 ottobre il X Gruppo raggiunge l'Aeroporto di Comiso.
Nel gennaio 1942, terminate le operazioni in Africa e Malta, il X Gruppo è a Campoformido a completare la conversione sul Macchi M.C.202. Il 15 aprile il X Gruppo è di nuovo in Sicilia alla Base aerea di Sciacca, per le operazioni contro Malta che ripresero violentissime per l'ostinazione degli alti Comandi che pretendevano la neutralizzazione delle difese alleate esclusivamente con l'arma aerea. 
Dal 22 aprile era al comando di Ranieri Piccolomini Clementini Adami.
Il 15 maggio 1942 il X Gruppo dovette partire per il nord Africa a sostegno dell'offensiva italo-tedesca. Da Tripoli i combattimenti si fecero più cruenti nell'area di El Alamein, qui si trasferì a Fuka (Aeroporto militare di Sidi Haneish). 
Da Fuka lo Stormo si trasferì l'11 novembre all'Aeroporto di Martuba per essere riequipaggiato con dei nuovi M.C.202. Nel dicembre 1942 il X rientra dall'Africa per Campoformido per un periodo di riposo. Il 19 marzo 1943 il X partiva per l'Aeroporto di Bresso per svolgere servizio d'allarme a protezione della zona industriale di Milano. Nel periodo che va dal 20 al 25 giugno 1943 il X Gruppo viene mandato in Sicilia, nella zona di Catania, a contrastare lo sbarco alleato. In quei giorni cadono molti piloti. Nella notte del 13/14 luglio 1943, il 4º Stormo si ritira sulle piste della Calabria per fuggire dagli alleati.
All'8 settembre 1943 era nel X Gruppo a Castrovillari con 3 M.C.205.